# Trolejbusy w Mingeczaurze
Trolejbusy w Mingeczaurze − zlikwidowany system komunikacji trolejbusowej w Mingeczaurze w Azerbejdżanie.
Trolejbusy w Mingeczaurze otwarto 15 kwietnia 1989. Jedyną istniejącą linię zamknięto w grudniu 2005. W Mingeczaurze eksploatowano 17 trolejbusów typu ZiU-9. Część trolejbusów w 2009 była jeszcze na terenie zajezdni.